# Денель, Александр Кириллович
Александр Кириллович Денель (16 января 1932 — 2010) — организатор и руководитель научного направления «Физические методы неразрушающего контроля» в авиакосмической промышленности.

## Биография
Родился 16 января 1932 года. Окончил ВЗПИ (1962), член-корреспондент Международной академии информацизации, доктор технических наук, профессор, академик Академии электротехнических наук РФ.
Работал на заводах «Коммунар» и «Знамя революции», а затем во Всероссийском научно-исследовательском институте авиационных материалов, где прошел трудовой путь от начальника сектора до заместителя начальника института. Начинал свою карьеру во Всероссийском научно-исследовательском институте авиационных материалов, будучи аспирантом выдающегося ученого д.т.н., профессора, члена специализированного совета по неразрушающему контролю, члена национального комитета по неразрушающему контролю при АН СССР, А. Л. Дорофеева, с приходом которого в 1956 году в ВИАМе были начаты работы по созданию и внедрению «неразрушающих испытаний методом вихревых токов». А. К. Денель был одним из участников научной школы профессора А. Л. Дорофеева.
Под его руководством в лаборатории неразрушающего контроля выполнялись работы по совершенствованию теории капиллярного, электрического токовихревого, ультразвукового, рентгеновского и других методов неразрушающего контроля, разработано и внедрено более 150 технологических рекомендаций, методик и инструкций по применению неразрушающего контроля на моторных, самолетных и агрегатных предприятиях, в том числе теплозащиты «Бурана».
Автор более 150 печатных работ и 39 авторских свидетельств. Почетный авиастроитель.

## Публикации
- Денель Александр Кириллович. viam.ru. Дата обращения: 28 октября 2012. Архивировано 18 декабря 2012 года.